# John XXIII: The Pope of Peace
John XXIII: The Pope of Peace is een film uit 2002 onder regie van Giorgio Capitani. De film is gebaseerd op het leven van paus Johannes XXIII.

## Verhaal
Het verhaal begint in 1958 in Venetië, waar Angelo Roncalli, patriarch van Venetië de dood verneemt van paus Pius XII. Roncalli wordt opgeroepen voor het Conclaaf van 1958.
Hierna neemt het verhaal een sprong terug in de tijd naar 1909, wanneer de jonge priester werkt als secretaris voor de nieuwe bisschop van Bergamo, Giacomo Radini-Tedeschi. Samen zetten ze zich in voor de textielarbeiders in de streek, die er zwaar werk moeten leveren. In de Eerste Wereldoorlog werkte Roncalli als hospitaalsoldaat. In 1925 wordt Roncalli tot bisschop gewijd. Paus Pius XI stuurt de nieuwe bisschop naar Bulgarije. In 1944 is Roncalli in Turijn, waar hij Joden gedeporteerd ziet worden naar Treblinka. Na de oorlog wordt Roncalli nuntius van Parijs nadat zijn voorganger Valerio Valeri zich te veel had ingelaten met het Vichy-regime.
Opnieuw wordt de sprong gemaakt naar 1958. Roncalli wordt verkozen tot paus Johannes XXIII. Roncalli zet zijn werk van barmhartigheid verder en gaat op bezoek in de gevangenis Regina Coeli in Rome waar hij kennismaakt met de jonge communiste Maria. Hij vergeeft haar van alle zonden. Op korte tijd wordt Johannes XXIII een populaire paus bij het grote volk.
In 1962 licht hij de kardinalen in dat hij een nieuw concilie bij elkaar wil bijeenroepen. Hij krijgt vooral tegenstand van Alfredo Ottaviani hierbij. Op dat moment woedt de Cubacrisis volop. De paus ontmoet Nikita Chroesjtsjov in het Vaticaan en schrijft zijn encycliek Pacem in Terris. Kort erna overlijdt op 82-jarige leeftijd.

## Rolverdeling
- Ed Asner - Angelo Roncalli
- Massimo Ghini - jonge Angelo Roncalli
- Jacques Sernas - Maurice Feltin
- Claude Rich - Alfredo Ottaviani
- Michael Mendl - Domenico Tardini
- Franco Interlenghi - Giacomo Radini-Tedeschi
- Heinz Trixner - Franz von Papen
- Vincenzo Bellanich - Giuseppe Siri
- Osvaldo Ruggieri - Pius XI
- Alvaro Piccardi - Antonio Samorè
- Paolo Gasparini - Loris Capovilla
- Bianca Guaccero - Maria
- Roberto Accornero - Angelo Dell'Acqua